# Capucha de esclavitud

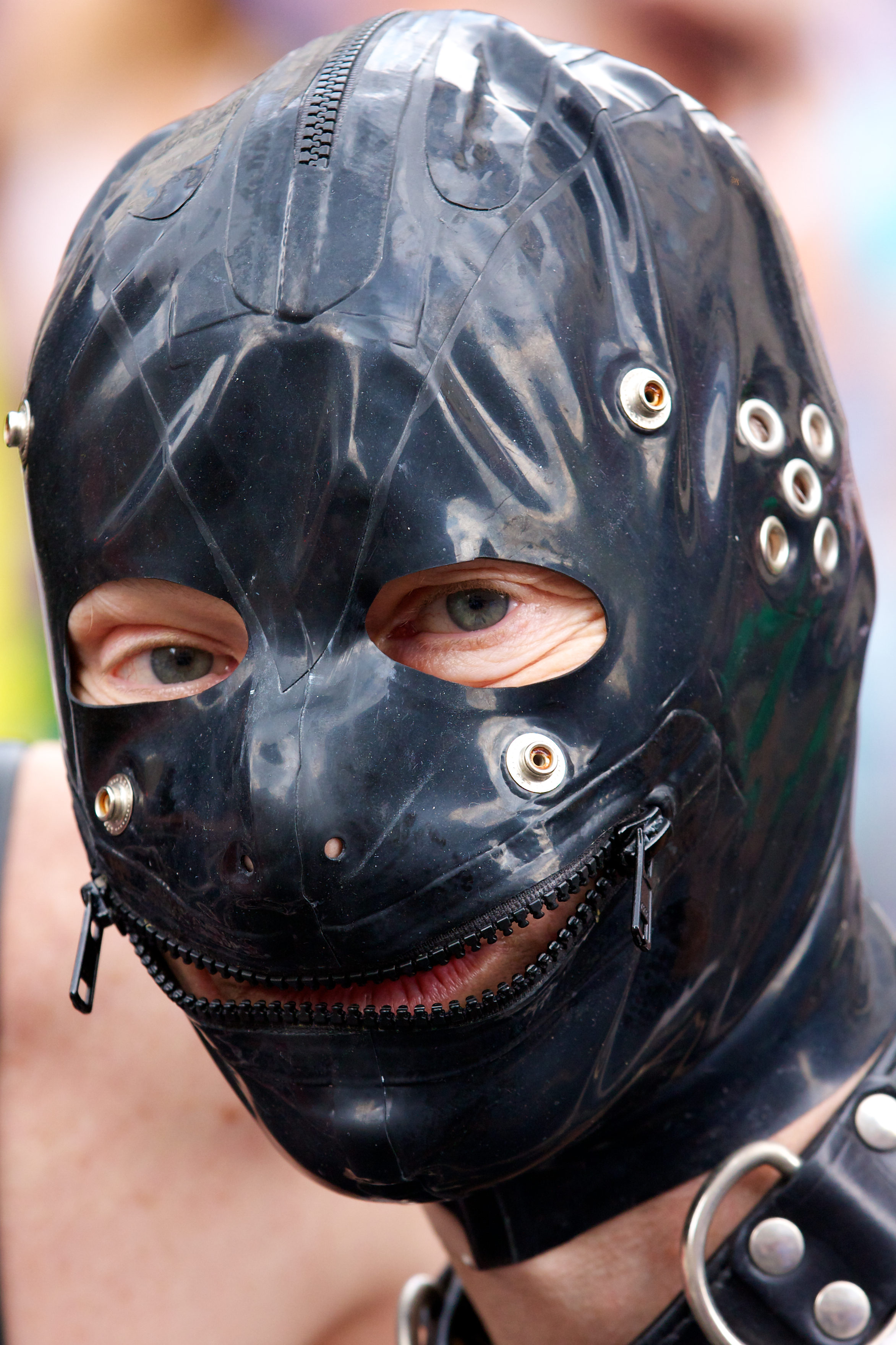
Ejemplo de capucha de esclavitud.

Una capucha de esclavitud (también llamada máscara de gimp o máscara de esclavitud) es una capucha fetichista. Puede ser fabricada en caucho, látex, PVC, licra, darlexx o cuero. Las capuchas que cubren todo el rostro se utilizan típicamente para la práctica de la esclavitud de la cabeza y para restringir y cosificar al usuario a través de la despersonalización, desorientación o privación sensorial.
El uso de capuchas de esclavitud puede ser peligroso si se impide la respiración.
Las capuchas de esclavitud se mencionan con frecuencia en la cultura popular, habiendo aparecido en la película Pulp Fiction, de Quentin Tarantino.